# Nae yeon-ae-ui gi-eok
Nae yeon-ae-ui gi-eok (내 연애의 기억?; lett. "Ricordi della mia relazione"), noto anche con il titolo internazionale My Ordinary Love Story (lett. "La mia comune storia d'amore"), è un film del 2014 scritto e diretto da Lee Kwon.

## Trama
Park Eun-jin, stanca dei suoi continui fallimenti in campo affettivo, crede di avere trovato nel suo settimo fidanzato, Hyun-suk, il ragazzo adatto. Progressivamente, la giovane inizia però a sospettare che l'amato le stia nascondendo qualcosa.

## Distribuzione
Dopo essere stato presentato il 25 luglio 2014 al Bucheon International Fantastic Film Festival, Nae yeon-ae-ui gi-eok è stato distribuito in Corea del Sud a partire dal 20 agosto dello stesso anno.